# Tricyphona hynesiana
Tricyphona hynesiana är en tvåvingeart som först beskrevs av Alexander 1961.  Tricyphona hynesiana ingår i släktet Tricyphona och familjen hårögonharkrankar. Inga underarter finns listade i Catalogue of Life.